# ヨハネス19世 (ローマ教皇)
ヨハネス19世（Ioannes XIX、? - 1032年10月9日）は、ローマ教皇（在位1024年 - 1032年）。もとの名はロマーノ・デイ・コンティ・ディ・トゥスコロ（Romano dei Conti di Tuscolo）。ラテン語名はロマヌス・コメス・トゥスクリ（Romanus Comes Tusculi）。
ローマの有力者トゥスコロ家に生まれ、兄のベネディクトゥス8世（在位1012年 - 24年）のあとを継いで教皇に選出された。選出された時には、聖職者経験のない俗人で、執政官および元老院議員の肩書きしか有していなかったため、教皇に就任するにあたり、司教に任命された。
ヨハネス19世は、それまでの教会の方針に反して、多額の賄賂と引き換えにコンスタンディヌーポリ総主教庁に司教の肩書きを与えることを約束したものの、聖職者たちからの大きな反対を受け、即座に約束の撤回に追い込まれた。
1024年、神聖ローマ皇帝ハインリヒ2世（在位1002年 - 1024年）の死に際し、ヨハネス19世はコンラート2世（在位1024年 - 1039年）の即位を支持し、コンラート2世は1027年の復活祭（3月26日）にサン・ピエトロ大聖堂にて戴冠を受けた。
同年の4月6日、ラテラノ教会会議を開き、アクイレイア総大司教に対して総大司教の地位を認め、対立していたグラード総大司教を支配下に置くことを宣言した。しかし、1029年にはこの宣言を撤回し、グラードに再びその地位を認めた。他に、バーリの大司教ビザンティウスに公開勅書を与え、その12座の属司教の聖別権を付与した。
ヨハネス19世の死後、その甥に当たるベネディクトゥス9世がその地位を継承した。この時ベネディクトゥスはまだ若年であったといわれ、史料によっては12歳であったと伝えるが、通説ではおそらく18歳から20歳程度であったとされている。
なお、ヨハネス20世は存在せず、次にヨハネスを名乗ったのは1276年に位に就いたヨハネス21世である。また、ヨハネス16世は対立教皇であったため、正確にはローマ教皇としてのヨハネスは18人目であったが、同時代にはこのような認識はなく、16人目の教皇ヨハネスは自らをヨハネス17世と名乗ったため、18人目の教皇ヨハネスも19世となった。さらに一部の歴史家は、ヨハネス14世とヨハネス15世の間に、もう一人別の教皇ヨハネスがいたという伝説に基づき、ヨハネス19世を、ヨハネス20世、あるいはヨハネス19世（20世）と呼んでいる。このようなことから、教皇ヨハネスの代数は非常に複雑なものとなっている。